# Merkaré
Merheperré az ókori egyiptomi XIII. dinasztia végének egyik uralkodója. Rövid ideig uralkodott, valamikor i. e. 1663 és 1649 között. Thébából kormányozta Felső-Egyiptomot vagy Memphiszből Közép- és Felső-Egyiptomot; a Nílus-delta keleti része már a XIV. dinasztia uralma alatt állt.
Kim Ryholt szerint az i. e. 1663 és 1647 közt eltelt rövid időszakban a XIII. dinasztia nem kevesebb mint 17 királya uralkodott. Az egyiptológusok, köztük Manfred Bietak és Ryholt feltételezése szerint ez az instabilitás elhúzódó éhínségnek és talán járványnak a következménye lehetett, ami a Nílus-deltát sújtotta, és egészen a XIII. és XIV. dinasztiák uralmának végéig, kb. i. e. 1650-ig tartott. A két királyság legyengült állapota részben megmagyarázhatja, miért tudták ilyen gyorsan legyőzni őket a hükszosz megszállók.

## Említései
Merkaré nevét egyedül a XIX. dinasztia idején összeállított torinói királylista említi. Kim Ryholt szerint a név a 8. oszlop 18. sorában (Gardiner számozása szerint a 7. oszlop 23. sorában) olvasható. A papirusz sérült ott, ahol a XIII. dinasztia végének uralkodóit sorolja, így nem tudni, Merkaré mennyi ideig uralkodott.
Merkaré pontos helye a kronológiában nem ismert, mert a torinói királylista sérülése miatt a dinasztia végén az uralkodók sorrendje csak bizonytalanul rekonstruálható. Ryholt szerint dinasztiája 48., Baker és von Beckerath szerint a 47. királya.

## Fordítás
- Ez a szócikk részben vagy egészben  a   Merkare című angol Wikipédia-szócikk ezen változatának fordításán alapul.  Az eredeti cikk szerkesztőit annak laptörténete sorolja fel. Ez a jelzés csupán a megfogalmazás eredetét és a szerzői jogokat jelzi, nem szolgál a cikkben szereplő információk forrásmegjelöléseként.